# União (Piauí)
União é um município brasileiro do estado do Piauí. Localiza-se à latitude 04°35'09" sul e à longitude 42°51'51" oeste, estando à altitude de 52 metros. O clima do município é tropical e seu bioma segundo dados do IBGE é o Cerrado e Caatinga. O seu relevo são os morros isolados, como o Morro do Urubu e o Morro do Apache Clube. O município possui uma área territorial de 1.170,742  km².

## História
A cidade de União, no Piauí, teve sua origem na segunda metade do século XIX, de acordo com os registros do IBGE. No entanto, os historiadores afirmam que a história de União remonta a um período anterior, quando a região era uma fazenda de gado às margens do Rio Parnaíba, inicialmente chamada de Estanhado.
Estanhado recebeu esse nome devido à presença de uma antiga mina de estanho na área, que atraiu exploradores e mineradores. Era parte de um povoado que pertencia à vila de Campo Maior, um lugar de grande importância na história do estado do Piauí. Nessa região, aconteceram eventos notáveis, como a Guerra dos Balaios, onde rebeldes foram derrotados sob o comando de Pedregulho e Ruivo, e a Batalha do Jenipapo, em 1823, que foi a maior batalha pela independência do Brasil no solo piauiense.
Em 1826, o presidente da província sugeriu a criação de uma freguesia no povoado de Estanhado, com a intenção de elevá-lo à categoria de vila, mas essa proposta não teve êxito na época. No entanto, em 18 de setembro de 1853, a Paróquia de Nossa Senhora dos Remédios foi criada e União recebeu o status de vila por meio da resolução provincial nº 362. A partir desse momento, o povoado passou a ser categorizado como vila, recebendo o nome de União. Supostamente, o nome União foi registrado pelo Senhor João do Rêgo Monteiro, também conhecido como Barão de Gurguéia, um fazendeiro abastado que doou as terras que formaram o valioso patrimônio histórico, social, econômico e cultural do novo município.
Finalmente, em 28 de dezembro de 1889, União foi elevada à condição de cidade por meio do decreto estadual nº 1. Desde então, a cidade de União tem desempenhado um papel importante na história e na cultura do Piauí.

## Geografia
Localiza-se a uma latitude 04º35'09" sul e a uma longitude 42º51'51" oeste.

### Demografia
Sua população, conforme o censo do IBGE de 2022, era de 46 119 habitantes.
A miscigenação da população local ocorreu com os brancos, devido a colonização dos exploradores portugueses, o índio devido as mais diversas nações que habitavam o Estado (acredita-se que União já fora um dia habitada por índios tremembés), e o negro de origem africana.
| 1991   | 1996   | 2000   | 2007   | 2008   | 2009   | 2022   |
| ------ | ------ | ------ | ------ | ------ | ------ | ------ |
| 41.328 | 36.883 | 39.801 | 41.661 | 42.859 | 43.135 | 46.119 |

### Relevo e Hidrografia
O seu relevo são os morros isolados como, o Morro do Urubu e o Morro do Apache Clube, além de outros morros isolados na cidade e no interior da mesma. E seu principal recurso hídrico natural é rio Parnaíba. Esta é a principal fonte de subsistência dos unionenses. O município está a 52 metros acima do nível do mar.

### Vegetação
O Estado do Piauí possui várias formações vegetais, devido à posição geográfica e aos diferentes tipos de clima e de solo. E o município de União estabelece estas posições geográficas adequadamente a um tipo de vegetação própria, estabelecendo assim as categorias Cerrado e Caatinga. Todavia, o município apresenta principalmente no meio rural a vegetação conhecida como "Mata dos Cocais". Este tipo de vegetação, situa-se entre a caatinga e a Floresta Amazônica, sendo, portanto uma mata de transição. É encontrada não somente no vale do rio Parnaíba onde os solos são mais úmidos. Apresentam várias palmeiras, tais como: carnaúba, babaçu, buriti, tucum, etc, de grande importância no extrativismo vegetal do Estado. Na vegetação de cerrado, a sua flora é muito rica, tendo espécies de grande valor comercial. Entre uma árvore e outra aparecem as gramíneas (plantas rasteiras) importante para a criação do gado. É a boas condições climáticas, por um solo fértil na plantação de arroz, feijão, abóbora, etc. Além da agricultura, é praticamente no cerrado a tradicional pecuária extensiva. Na vegetação de caatinga, apresenta vegetais que acumulam água em seus caules durante o período chuvoso para poderem sobreviver no período de estiagem. Destacam-se os vegetais: aroeira, marmeleiro, xiquexique, mandacaru, pau-pereira, unha-de-gato, etc e os cactos são os vegetais típicos da região.

### Clima
O clima predominante no município de União é o tropical. Este é o clima predominante do Piauí abrangendo a maior parte do Estado, ocupando a porção centro-oeste. As temperaturas são elevadas e apresenta duas estações: uma de chuva e outra de seca, sendo que os meses mais chuvosos são: janeiro, março e abril.

## Política

### Prefeitos
Estes são alguns intendentes e prefeitos de União
- Clemente de Sousa Fortes
- Benedito José do Rego Filho
- Felinto do Rego Monteiro
- Segisnando Alencar Araripe
- Emídio Rodrigues da Cunha
- Apolinário Monteiro da Cunha
- João Osório Pires da Mota
- Joaquim Pires Barros
- José Carlos Lopes Lima
- Eulálio Costa
- Francisco Narciso da Rocha
- José Lopes de Melo
- Maria Castelo Branco de Medeiros
- Antônio Medeiros Filho
- Francisco Medeiros de Barros (1967-1970)
- Carlos do Rego Monteiro (1971-1972)
- Osvaldo Rego Melo (1973) - {renunciou; ficou menos de 6 meses no cargo.}
- Francisco de Oliveira Sobrinho-MDB - (1973-1976)
- João de Araújo Borges (1977-1982) e (1989-1992)
- José Edmilson do Rego Mota (1983-1988) e (1997-2000)
- Gervásio Costa Filho (1993-1996) e (2001-2004)
- Gustavo Conde Medeiros (2005 - 2008)
- José Barros Sobrinho (2009 - 2012)
- Gustavo Conde Medeiros (2013-2016)
- Paulo Henrique Medeiros Costa (2017-2020)
- Gustavo Conde Medeiros (2021-2024)
- Gustavo Conde Medeiros (2025-2028)

### Coronelismo
Entre os séculos XIX e XX, União foi administrada por coronéis da linhagem "Rego":
- Coronel João do Rego Monteiro (1809—1897)
- Coronel João do Rego Monteiro Filho
- Coronel Benedito José do Rego (1842—1915)
- Coronel Benedito José do Rego Filho
- Coronel Filinto Rego (1886—1946)

## Economia
A principal fonte de renda dos unionenses é o comércio e a agricultura. Possui um PIB 407.319,53 IBGE/2020 e um PIB per capita 9.139,08 IBGE/2020.
Durante muito tempo, a pecuária manteve sua importância econômica para União e mesmo após seu declínio, União vendia gado bovino em pequena escala para Teresina e Fortaleza.
O extrativismo contribuiu para a economia do município, embora em pequena escala. As riquezas naturais em maior evidência são a carnaúba e o babaçu. Os principais produtos agrícolas eram a mandioca, arroz, milho, feijão, algodão e a cana de açúcar cujos excedentes da produção, até meados de 1950, eram vendidos para Parnaíba, Teresina e Fortaleza.
No início da década de 1960, o coronel Gervásio Costa construiu em suas terras no povoado Novo Nilo a agroindústria GECOSA - Indústrias Integradas Gervásio Costa S/A, que fazia o tradicional beneficiamento de babaçu e, durante muito tempo, foi uma das principais fontes de arrecadação do município. O cultivo da cana hoje é muito forte devido à instalação da usina de álcool - COMVAP (pertence à Usina Olho D´Água de Pernambuco) que, juntamente com o comércio e serviços, mantém a economia da cidade.

### Turismo
O município de União embora pouco conhecido, apresenta alguns pontos de valor turístico.
- Morro do Urubu: não se sabe a origem do nome do morro, também chamado de Morro do Cruzeiro. Encanta pela sua beleza natural de um morro ocorrido como todos os morros do mundo por um acidente geográfico constituído por pequena elevação de terreno com declive suave.
- Igreja Matriz: Nossa Senhora dos Remédios, esse é o nome da igreja, é datada do tempo do surgimento da cidade. Ela encanta por sua beleza e por sua antiguidade.
- Cachoeira da formosa: a cachoeira da Formosa, assim como é chamada, fica localizada na localidade Formosa no interior do município de União. O principal período escolhido pelos banhistas ou turistas é no período mais chuvoso em União que vai de janeiro a março.
- Canto da Cana-Brava: este local fica localizado no interior do município de União na localidade Cana-Brava, apresentando uma paisagem natural. Neste local destacam-se os velhos poços naturais que nunca secam, as piscinas naturais, rochas elevadas construídas pela ação dos ventos, um paredão de pedra (rocha), entre outros. O local também apresenta uma minirocha com o formato do mapa do Brasil e um pilão de pedra no qual deve-se ter bastante anos.
- Parque Beira-Rio : local de lazer que envolve práticas culturais e esportivas. O parque oferece pista para caminhada, campos de futebol, vôlei, quadras de esportes. Ainda possui um anfiteatro para apresentações culturais e está localizado no bairro Beira-Rio.
- Barragem Filinto Rêgo: o local possui paisagens com espelhos e quedas d´água.
- Praça Barão de Gurguéia: mais conhecida com "Praça da Igreja Matriz", é a praça que recebe unionenses e visitantes para visitação às barracas, à praça de alimentação e às apresentações culturais durante o festejo de São Raimundo Nonato, que é uma das maiores festas religiosas e culturais do Estado.
- Morro do Boreu: localizado no centro de União, possui praça arborizada que é local de lazer e encontros familiares.
- Vale dos Sonhos: localizado na zona rural do município possui piscinas naturais e restaurantes.
- Avenida Filinto Rêgo: principal via da cidade possui restaurantes, lanchonetes, bares e pizzarias.
- Mercado Público Municipal: este local possui venda de variados tipos de alimentos, e disponibiliza refeitório e lanchonetes.

## Cultura
No município foi criado o "Coral de Vaqueiros de União", com integrantes da zona rural do município, que cantando e tocando músicas já conhecidas do público, foi reconhecido em todo Brasil, já que a cultura do vaqueiro é muito forte no município. União ainda é reconhecida pelos inúmeros artistas que possui nas mais diversas áreas: são artistas plásticos, escritores, poetas, músicos e etc que encantam e enriquecem o cenário cultural do município, além de profissionais reconhecidos nas suas mais diversas funções. 
O município se destaca ,ainda, por sua religiosidade com os festejos que são realizados nos bairros durante todo o ano. Dentre os mais importantes destacam-se os festejos de São Sebastião, de São Francisco, Nossa Senhora das Graças e de São Judas que acontecem nos bairros de mesmo nome. Sendo o Festejo de São Raimundo Nonato, um dos padroeiros da cidade, o festejo que mais movimenta os cenários cultural e econômico da região, entre os dias 21 e 31 de Agosto. Já o festejo da Padroeira oficial da cidade, Nossa Senhora dos Remédios, se dá entre os dias 06 e 16 de Outubro. 